# St. Ursula (Dentlein am Forst)

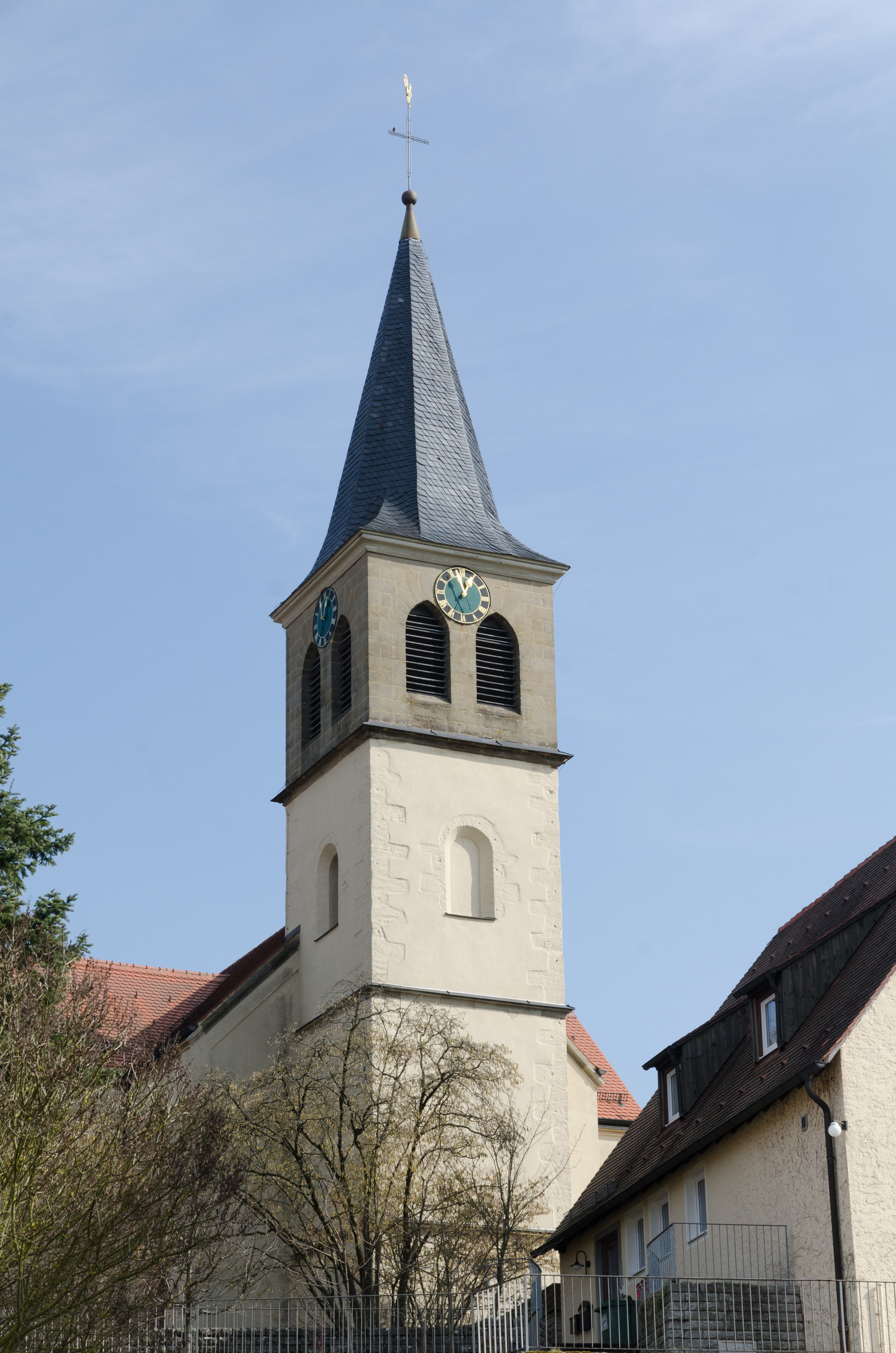
St. Ursula (Dentlein am Forst)

Die evangelische Pfarrkirche St. Ursula ist ein denkmalgeschütztes Kirchengebäude, das in Dentlein am Forst steht, einer Gemeinde im Landkreis Ansbach (Mittelfranken, Bayern). Das Bauwerk ist unter der Denkmalnummer D-5-71-132-2 als Baudenkmal in der Bayerischen Denkmalliste eingetragen. Die Pfarrei gehört zum Dekanat Feuchtwangen im Kirchenkreis Ansbach-Würzburg der Evangelisch-Lutherischen Kirche in Bayern. Namensgeberin der Kirche ist Ursula von Köln.

## Beschreibung
Der polygonal abgeschlossene Chor und die verputzten Geschosse des Kirchturms der Kreuzkirche stammen aus dem 15. Jahrhundert. Das Langhaus und das Querschiff, die mit Satteldächern bedeckt sind, wurden 1863 gebaut. Die Fassaden des Querschiffs sind mit Lisenen gegliedert. Der Kirchturm wurde 1905 mit einem Geschoss aus Quadermauerwerk aufgestockt, das die Turmuhr und den Glockenstuhl beherbergt. Bedeckt wurde er mit einem achtseitigen, schiefergedeckten, spitzen Knickhelm.
Über dem Triumphbogen befinden sich Wandmalereien mit Christus auf einem Regenbogen in einer Mandorla, ein Bildmotiv aus dem Jüngsten Gericht. Er wird flankiert von zwei Engeln und Medaillons mit den Porträts von Martin Luther und Philipp Melanchthon.